# World of Tanks Blitz
World of Tanks Blitz — масова багатокористувальницька онлайн-гра для смартфонів, планшетів на базі платформ iOS і Android та Комп'ютерів і Ноутбуків на базі Windows та iOS. Розробником даної гри є білоруська компанія Wargaming.net. Як World of Tanks та інші проєкти, гра витримана в сетингу Другої світової війни. Концепція World of Tanks Blitz базується на масових командних танкових боїв в режимі PvP. Гра вийшла в міжнародний реліз на iOS 26 червня 2014 року. Реліз Android-версії гри відбувся 4 грудня 2014 року..

## Геймплей

### Основи
Ігровий процес у World of Tanks Blitz базується на битві випадково підібраних команд по 7 гравців в кожній, при цьому в одній команді можуть міститись танки різних націй та років випуску. Умовою перемоги в бою — за 7 хвилин знищити команду супротивника або ж захопити нейтральну базу, для чого один чи декілька танків повинні знаходиться в виділеній зоні певний час, не отримуючи при цьому пошкоджень. Існує можливість формувати взводи по 2 гравці.
На цей момент у World of Tanks Blitz представлено більш як 100 броньованих машин: легкі танки, важкі танки, середні танки та протитанкові САУ (звичайних САУ нема та не буде).
Гравці можуть використовувати єдиний акаунт Wargaming.net для гри в World of Tanks Blitz, проте не можуть використовувати контент, досягнутий в World of Tanks на PC.

### Особливості механіки
Багато з механіки взято з PC-версії, наприклад, фізика пошкоджень. Механіка PC-версії також відчутна під час переміщення по горбистій місцевості. Так, наприклад, при швидкісній їзді на швидких танках можна зробити дрифт. На цей момент доступно більш як 400 танків, розбитих на вісім гілок: США, Німеччина, Велика Британія та Радянський Союз, Японія, Франція, Китай, збірна Європи. Існує чотири класи техніки. Моделі всіх танків були взяті з PC-версії, але, звичайно ж, вони обрізані та спрощені. В грі відсутня функція прокачування радіостанції, спрощене дерево прокачування модулів. Серверна частина гри працює на ігровому рушії BigWorld, клієнтська частина працює на власному рушії компанії Wargaming.net. За словами розробників, вся внутрішньоігрова інформація буде доступна як на порталі гри, так і в клієнті.